# بهادرآباد (تفتان)
بهادرآباد روستایی در دهستان شیرآباد بخش گوهرکوه شهرستان تفتان استان سیستان و بلوچستان ایران است.

## جمعیت
بر پایه سرشماری عمومی نفوس و مسکن در سال ۱۳۹۵ جمعیت این روستا ۱۹۵ نفر (۵۴خانوار) بوده‌است.